# Manu Bhaker
Manu Bhaker (Distretto di Jhajjar, 18 febbraio 2002) è una tiratrice a segno indiana, vincitrice di due medaglie di bronzo a Parigi 2024 nella pistola dieci metri area compressa individuale e a squadre.
Specializzata nella pistola da 10 metri e da 25 metri ad aria compressa, in carriera vanta anche un oro ed un argento mondiale, un oro ai Giochi del Commonwealth, un oro ai Giochi asiatici, quattro ori, un argento ed un bronzo ai campionati asiatici di tiro, due ori ed un argento ai Giochi olimpici giovanili ed un oro ai Giochi mondiali universitari.

## Palmarès
- Giochi olimpici

Parigi 2024: bronzo nella pistola 10 m aria compressa e nella Pistola 10 metri aria compressa a squadre
- Campionati mondiali

Il Cairo 2022: argento nella pistola ad aria compressa da 25 metri a squadre.
Baku 2023: oro nella pistola ad aria compressa da 25 metri.
- Giochi del Commonwealth

Gold Coast 2018: oro nella pistola ad aria compressa da 10 metri.
- Giochi asiatici

Hangzhou 2022: oro nella pistola ad aria compressa da 25 metri a squadre.
- Campionati asiatici di tiro

Doha 2019: oro nella pistola ad aria compressa da 10 metri e nella pistola ad aria compressa da 10 metri a squadre miste, bronzo nella pistola ad aria compressa da 10 metri a squadre.
Changwon 2023: argento nella pistola ad aria compressa da 25 metri.
- Campionati asiatici di tiro ad aria compressa

Taoyuan 2019: oro nella pistola ad aria compressa da 10 metri e nella pistola ad aria compressa da 10 metri a squadre miste, bronzo nella pistola ad aria compressa da 10 metri a squadre.
- Giochi olimpici giovanili

Buenos Aires 2018: oro nella pistola ad aria compressa da 10 metri, argento nella pistola ad aria compressa da 10 metri a squadre miste.
- Giochi mondiali universitari

Chengdu 2021: oro nella pistola ad aria compressa da 10 metri e nella pistola ad aria compressa da 10 metri a squadre.